# 多克隆抗体
多克隆抗体，亦作「多株抗體」（Polyclonal Antibody）是一種含有多種類型抗體的抗體混合物。其名稱中的「多」指抗體混合物由不同類型的漿細胞生產而來:430。
要生產多克隆抗体，首先需要將特定抗原注射入抗原生產動物（如大鼠、兔、山羊等）中。俟該動物產生強烈的免疫反應後，即可從其體內提取出血清。最後，再將抗體從血清中分出，即為多克隆抗体。
多克隆抗体除用於臨床治療外，在生物醫學基礎研究領域也有着廣泛的應用，Western Blot（西方墨點法）、免疫組織化學等實驗都需要用到多克隆抗体:100-109。

## 生產方法
一般來說，生產多克隆抗体需要將特定抗原注入抗原生產動物體內（常用的動物包括山羊、大鼠、兔等，小鼠因為體型較小，不能收取較多抗體，因而不常使用），使其產生免疫反應。在收穫抗體時，需要將實驗動物處死，抽取出其血液，再從血清中提取出抗體。所得的抗體混合物即為多克隆抗体:388-395。
另外，在臨床上，也可以通過抽取恢復期患者或經過免疫人群的血清獲取多克隆抗体來治療病人。

## 臨床應用
多克隆抗体或含有多克隆抗体的血清在臨床上可以用於治療被抗原（細菌、毒素等）攻擊的病人。多克隆抗体雖然生產方便，較易獲取，但在臨床上卻有特異性差、抗體間易發生交叉反應等缺陷。另外，如果多克隆抗体是動物源性的，注入患者體內後，容易產生過敏反應等副作用:388-395。

## 倫理學問題
生產多克隆抗体需要將抗原注入實驗動物體內。這會使實驗動物不得不忍受極大痛苦。和其他的動物實驗一樣，多克隆抗体的生產需要接受所在機構倫理委員會的監督。一部分生產公司並不注重相關實驗動物的福利問題。比如在2016年，美國最大的多克隆抗体生產商聖克魯茲生物技術（Santa Cruz Biotech）公司就因為在生產多克隆抗体時涉嫌虐待山羊而被聯邦政府處以350萬美金的罰款，並被判不得再進行多克隆抗体的生產。